# Dustin Cook
Pour les articles homonymes, voir Cook.
Dustin Cook, né le 11 février 1989 à Ottawa, est un skieur alpin canadien. Il est sacré vice-champion du monde de super-G en 2015 à Beaver Creek.

## Carrière
Membre du club de ski de Mont-Sainte-Anne, Dustin Cook participe à ses premières courses FIS en décembre 2004. Il obtient ses premières victoires en mars 2006 puis participe à trois éditions des Championnats du monde juniors de 2007 à 2009, son meilleur résultat dans cette compétition étant une neuvième place obtenue en descente en 2009. Il prend part à la Coupe nord-américaine dès la saison 2006-2007. Pendant la saison 2008-2009, il se classe huit fois dans le top 10 et monte pour la première fois sur le podium le 17 décembre 2008 avec une troisième place lors d'un slalom géant à Panorama. Il atteint la huitième place du classement général et se classe également dans les dix premiers des classements du super G et du slalom géant. Pendant la saison 2009-2010, il termine onze fois dans le top 10 et cinq fois sur le podium. Il gagne sa première course en Coupe nord-américaine le 17 décembre 2009 lors du super G de Panorama. Il remporte le classement général et le classement du super G.
Dustin Cook fait ses débuts en Coupe du monde le 27 novembre 2010 en terminant 60e de la descente de Lake Louise. Il gagne ses premiers points, les seuls de la saison, le 14 janvier 2011 avec une 28e place au super-combiné de Wengen. Il obtient deux top 30 en 2012-2013. Pendant la Coupe du monde 2014-2015, il obtient trois top 15 en super G à Lake Louise (13e), Beaver Creek (12e) et Val Gardena (12e). Il crée ensuite la surprise en devenant vice-champion du monde de super G à Beaver Creek derrière l'Autrichien Hannes Reichelt. Il remporte plus tard dans l'hiver le super G de Méribel, son premier succès en Coupe du monde.
Aux Jeux olympiques d'hiver de 2018, pour sa première et unique participation, il se classe 9e du super G et 32e de la descente à Pyeongchang.
Lors de l'hiver 2019-2020, ayant déjà interrompu sa saison prématurément, il prend sa retraite sportive.

## Palmarès

### Jeux olympiques
| Édition / Épreuve   | Descente | Super G |
| ------------------- | -------- | ------- |
| JO 2018 Pyeongchang | 32e      | 9e      |

### Championnats du monde
| Édition / Épreuve                 | Super G | Slalom géant |
| --------------------------------- | ------- | ------------ |
| Mondiaux 2013 Schladming          | -       | DNF          |
| Mondiaux 2015 Vail - Beaver Creek | Argent  | 12e          |
| Mondiaux 2017 Saint-Moritz        | DNF     | -            |
| Mondiaux 2019 Åre                 | -       | DNF          |

### Coupe du monde
- Meilleur classement général : 30e en 2015.
- 2 podiums, dont 1 victoire.

| Saison/Classement | Général | Général | Super G | Super G | Slalom géant | Slalom géant | Combiné | Combiné |
| Saison/Classement | Class.  | Points  | Class.  | Points  | Class.       | Points       | Class.  | Points  |
| ----------------- | ------- | ------- | ------- | ------- | ------------ | ------------ | ------- | ------- |
| 2010-2011         | 163e    | 3       | -       | -       | -            | -            | 53e     | 3       |
| 2012-2013         | 126e    | 12      | 50e     | 3       | 44e          | 9            | -       | -       |
| 2014-2015         | 30e     | 271     | 5e      | 239     | 30e          | 32           | -       | -       |
| 2016-2017         | 88e     | 68      | 21e     | 68      | -            | -            | -       | -       |
| 2017-2018         | 70e     | 86      | 17e     | 86      | -            | -            | -       | -       |
| 2018-2019         | 107e    | 33      | 31e     | 33      | -            | -            | -       | -       |

| Saison / Épreuve | Super-G | Total |
| ---------------- | ------- | ----- |
| 2015             | Méribel | 1     |
| Total            | 1       | 1     |

### Coupe nord-américaine
- 24 podiums dont 6 victoires.

Après la saison 2016-2017.
| Saison/Classement | Général | Général | Descente | Descente | Super G | Super G | Slalom géant | Slalom géant | Slalom | Slalom | Combiné | Combiné |
| Saison/Classement | Class.  | Points  | Class.   | Points   | Class.  | Points  | Class.       | Points       | Class. | Points | Class.  | Points  |
| ----------------- | ------- | ------- | -------- | -------- | ------- | ------- | ------------ | ------------ | ------ | ------ | ------- | ------- |
| 2006-2007         | 94e     | 37      | -        | -        | 33e     | 25      | 84e          | 1            | -      | -      | 28e     | 11      |
| 2007-2008         | 71e     | 46      | -        | -        | 52e     | 4       | -            | -            | 29e    | 42     | -       | -       |
| 2008-2009         | 8e      | 416     | 22e      | 19       | 7e      | 135     | 9e           | 182          | 31e    | 56     | 18e     | 24      |
| 2009-2010         | 1er     | 763     | 13e      | 85       | 1er     | 289     | 6e           | 166          | 19e    | 93     | 4e      | 130     |
| 2010-2011         | 5e      | 702     | 4e       | 219      | 3e      | 296     | 10e          | 150          | -      | -      | 22e     | 37      |
| 2011-2012         | 6e      | 473     | 3e       | 140      | 14e     | 125     | 6e           | 184          | -      | -      | 20e     | 24      |
| 2012-2013         | 23e     | 298     | 10e      | 95       | 9e      | 160     | 41e          | 43           | -      | -      | 9e      | 160     |
| 2013-2014         | 2e      | 929     | 5e       | 184      | 2e      | 249     | 1er          | 472          | -      | -      | 26e     | 24      |
| 2016-2017         | 71e     | 60      | -        | -        | -       | -       | 26e          | 60           | -      | -      | -       | -       |

| Saison / Épreuve | Descente | Super G  | Slalom géant  | Total |
| ---------------- | -------- | -------- | ------------- | ----- |
| 2009-2010        |          | Panorama |               | 1     |
| 2010-2011        | Aspen    |          | Panorama      | 2     |
| 2010-2011        |          | Nakiska  | Loveland Vail | 3     |
| Total            | 1        | 2        | 3             | 6     |

### Championnats du monde junior
| Édition / Épreuve                                   | Descente | Super G | Slalom géant | Slalom |
| --------------------------------------------------- | -------- | ------- | ------------ | ------ |
| Mondiaux juniors 2017 Flachau/Altenmarkt-Zauchensee | -        | 39e     | 28e          | DNF    |
| Mondiaux juniors 2008 Formigal                      | 44e      | DNF     | 31e          | DNF    |
| Mondiaux juniors 2009 Garmisch-Partenkirchen        | 9e       | DSQ     | DNF          | 22e    |